# HD 51693
HD 51693，又名BD+07 1539，SAO 114713、HR 2606，是一颗恒星，视星等为6.27，位于銀經206.95，銀緯5.06，其B1900.0坐标为赤經6h 53m 14.2s，赤緯+7° 5.06′ 27″。